# Collegio Santamarca
Il Collegio Fondazione Santamarca (in spagnolo Colegio Fundación Santamarca o Colegio-asilo Fundación Santamarca) si tratta di un collegio situato nel Parco di Berlino, nel distretto di Chamartín nella città di Madrid, Spagna. Appartiene alla Fundación Santamarca y de San Ramón y San Antonio. Il centro educativo occupa un ampio edificio storico costruito nel 1928 in stile neomudéjar e neogotico.

## Descrizione
L'edificio è stato costruito da Manuel Ortiz de Villajos, insieme a suo fratello Agustín. Possiede alcuni elementi dello stile neomudéjar, molto di moda agli inizi del XX secolo in Spagna, specialmente per edifici istituzionali, inoltre presenta anche elementi tipici dell'architettura neogotica.
Ha una base quadrata e un totale di tre piani d'altezza, inoltre è strutturato attorno a tre "corpi" principali: il centrale, dove si trova la cappella, è leggermente più alto alle due parti laterali, connessi attraverso due giardini interni. L'insieme è completato da una serie di piccoli edifici in mattone e stile neomudéjar che si uniscono all'edificio principale con entrate esterne.

## Storia
Il collegio deve la sua fondazione a Carlota de Santamarca, contessa di Santamarca, duchessa di Nájera, marchesa di Sierra Bullones, di Montealegre, di Guevara e di Quinta del Marco, contessa di Oñate, di Treviño e di Castro Nuevo, morta il 17 gennaio del 1914 e, in cui onore, i figlio decisero di fondare il collegio.
Seguendo i desideri della contessa, il collegio doveva essere fondato nel palazzo in calle de Alcalá, nella città di Madrid, costruito nel 1846 su ordine del padre Bartolomé de Santamarca. Malgrado ciò, gravi problemi nella riabilitazione dell'edificio obbligarono la costruzione dell'edificio moderno in cui ha sede il collegio oggigiorno. La costruzione cominciò nel 1921, paralizzandosi posteriormente per le spese eccessive. Nel 1923, il Banco de España compra il palazzo di calle de Alcalá e permette la ripartenza della costruzione dell'edificio nel parco di Berlino nel 1928.